# Зоннеберг
Зоннеберг (нім. Sonneberg) — місто в Німеччині, розташоване в землі Тюрингія. Районний центр однойменного району.
Площа — 84,86 км2. Населення становить 23 507 ос. (станом на 31 грудня 2021).

## Географія

### Адміністративний поділ
Місто  складається з 14 районів:
- Беттельгеккен
- Вед
- Волькенразен
- Генбах
- Гюттенштайнах
- Кьоппельсдорф
- Мальмерц
- Мюршніц
- Нойфанг
- Обере-Штадт
- Оберлінд
- Унтере-Штадт
- Унтерлінд
- Штайнбах